# 汪氏祖莹碑
汪氏祖莹碑，位于中国青海省湟中县海子沟乡东沟村，为青海省市县级文物保护单位，公布日期为1987年2月27日，类型为石窟寺及石刻。
汪氏祖莹碑的历史年代为明。